# باربرا هاريس
باربرا هاريس (بالإنجليزية: Barbara Eve Harris)‏ (و. 1959 – م) هي ممثلة، من كندا، ولدت في توباغو.

## وصلات خارجية
- باربرا هاريس على موقع IMDb (الإنجليزية)
- باربرا هاريس على موقع ألو سيني (الفرنسية)
- باربرا هاريس على موقع أول موفي (الإنجليزية)
- باربرا هاريس على موقع قاعدة بيانات الأفلام السويدية (السويدية)
- باربرا هاريس على موقع قاعدة بيانات الفيلم (الإنجليزية)
- باربرا هاريس على موقع كينوبويسك (الروسية)